# Клиноподібна пазуха

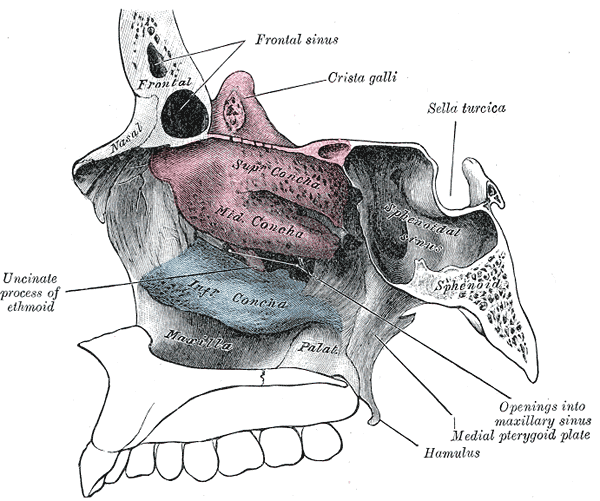

Клиноподібна (основна) пазуха (лат. sinus sphenoidalis) — навколоносова пазуха, розташована в тілі клиноподібної кістки.
Поряд із задніми осередками ґратчастого лабіринту, клиноподібна пазуха відноситься до задніх навколоносових пазух. Форма та розміри основної пазухи різні. При великих розмірах може поширюватися на великі крила або крилоподібні відростки клиноподібної кістки, або базилярну частину потиличної кістки. Перегородками розділена на праву і ліву половини, як правило, несиметричні, які відкриваються на передній стінці за допомогою апертур у верхні носові ходи. На верхній стінці клиноподібної пазухи у її середніх відділах розташовується турецьке сідло. Зовні клиноподібної пазухи, вздовж її бічних стінок проходять кавернозні синуси з судинами і нервами, що розташовуються в них.